# سمفونی آمازون
سمفونی آمازون (پرتغالی: Sinfonia Amazônica) نخستین فیلم پویانمایی بلند برزیلی محصول سال ۱۹۵۴ به کارگردانی آنلیو لاتینی فیلهو است. مانند فانتازیا دیزنی، چندین داستان عامیانه را بر روی موسیقی ارکستر روایت می‌کند.

## بازیگران
- آلمیرانته
- جیمی بارسلو
- سعدی کابرال
- استلینا اگ
- بارتولومئو فرناندز
- پاسکال لانگو
- ماتینهوس
- استوائو ماتوس
- نرو مورالس
- آنتونیو نوبره
- پائولو روبرتو
- آبلاردو سانتوس
- خوزه واسکونسلوس